# Réserve écologique de la Pointe-Heath
La réserve écologique de la Pointe-Heath est située à l'extrémité est de l'île d'Anticosti.  Cette réserve protège des tourbières ombrotrophes et minérotrophes présentes dans les milieux maritimes.  Elle protège aussi la falaise aux Goélands, qui sert de colonie de reproduction au guillemot de Brünnich, macareux moine, à la mouette tridactyle et au fou de bassan.

## Géographie
La Petite Rivière marque la limite ouest de la réserve écologique.